# 開栄駅

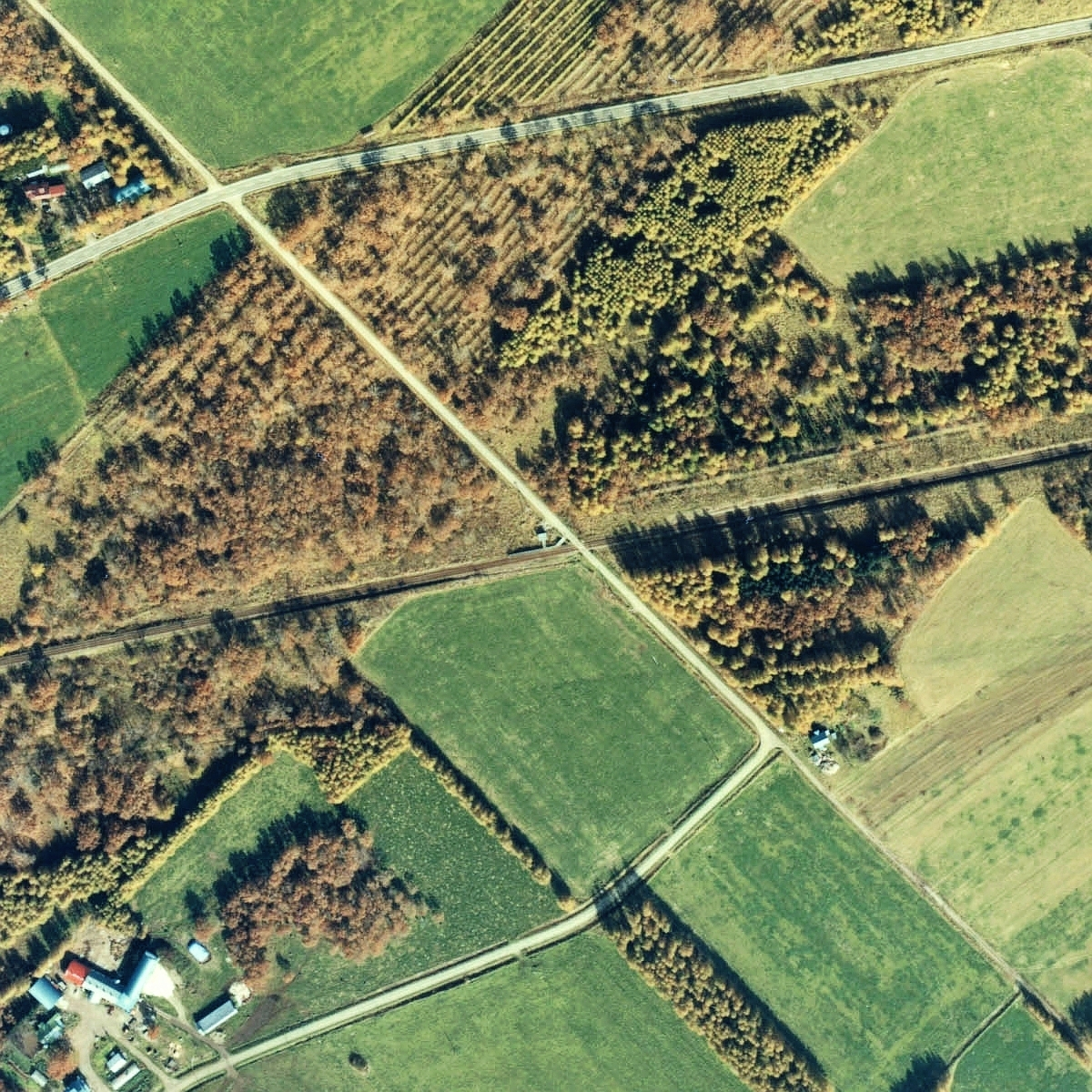
1977年の開栄仮乗降場と周囲約500m範囲。右が中標津方面。中標津側に四十二線道の踏切。

開栄駅（かいえいえき）は、北海道標津郡中標津町字当幌にかつて存在した、北海道旅客鉄道（JR北海道）標津線の駅である。標津線の廃線に伴い、1989年（平成元年）4月30日に廃駅となった。

## 歴史
- 1961年（昭和36年）10月1日：日本国有鉄道（国鉄）標津線の開栄仮乗降場として開業[1][2][3]。
- 1987年（昭和62年）4月1日：国鉄分割民営化により、北海道旅客鉄道（JR北海道）の駅となると共に、旅客駅に昇格[1]。
- 1989年（平成元年）4月30日：標津線の全線廃止に伴い、廃駅となる[1][2]。

### 駅名の由来
地区名から。「開拓が進み、栄えることを願って」の命名と考えられている。

## 駅構造
単式ホーム1面1線を有する無人駅であった。ホームは中標津側で踏み切りに隣接する木造木板張りの簡易型で構内の北側（標茶方面に向かって右側）に設置され、待合室が中標津寄りに有った。

## 駅周辺
- 阿寒バス「開栄」停留所

## 隣の駅
北海道旅客鉄道
標津線
計根別駅 - 開栄駅 - 当幌駅